# 1001
Початок Високого Середньовіччя  •  Епоха вікінгів  •  Золота доба ісламу  •  Реконкіста  •  Київська Русь

## Геополітична ситуація
Візантію очолює Василій II Болгаробійця. Оттон III є імператором Священної Римської імперії.
Королем Західного Франкського королівства є, принаймні формально, Роберт II Побожний.
Апеннінський півострів розділений між численними державами: північ належить Священній Римській імперії,  середню частину займає Папська область, на південь від Римської області  лежать невеликі незалежні герцогства, південна частина півострова належить Візантії, інші окупували сарацини. Південь Піренейського півострова займає Кордовський халіфат на чолі з Хішамом II. Північну частину півострова займають королівство Астурія і королівство Галісія та королівство Леон, де править Альфонсо V.
Королівство Англія очолює Етельред Нерозумний.
У Київській Русі триває правління Володимира. У Польщі править Болеслав I Хоробрий. Перше Болгарське царство частково захоплене Візантією, в іншій частині править цар Самуїл. У Хорватії розпочалося правління Крешиміра III та Гойслава. Королем мадярів проголошено Стефана I.
Аббасидський халіфат очолює аль-Кадір, в Єгипті владу утримують Фатіміди, в Середній Азії — Караханіди, у Хорасані — Газневіди. У Китаї продовжується правління династії Сун. Значними державами Індії є Пала, Пратіхара, Чола. В Японії триває період Хей'ан.

## Події
- Стефан І Святий, князь Угорщини отримує титул короля.
- У Римі спалахнув бунт на чолі з графом Тускулумським Григорієм I. Папі Сильвестру II та імператору Оттону III довелося потайки втікати з міста.
- Венеція на чолі з дожем П'єтро II Орсеоло захопила Далмацію, поклавши край піратству хорватів в Адріатичному морі.
- Візантійський василевс Василій II захопив грузинський Тайк. Продовжувалося завоювання Візантією Болгарського царства.
- Газневіди почали наступ на північну Індію, задавши поразки військам Шахі поблизу Пешавара.

## Померли
- Ізяслав Володимирович — князь полоцький (990—1001)
- Ван Юйчен — китайський поет часів династії Сун
- Гуго Тосканський — маркграф Тосканський з 961, герцог Сполетський з 989–996
- Давид III Багратіоні — грузинський цар Тао-Кларджеті з 966 до 1001 року